# Citroën Ami (2020)
Citroën Ami (с фр. ami — «друг», также выпускается под названиями Opel Rocks Electric и Fiat Topolino) — электрический квадрицикл французской компании Citroën (входит в концерн Stellantis), разработанный для неё «под ключ» французской фирмой Capgemini Engineering. Впервые был представлен 27 февраля 2020 года в Пари-Ла-Дефанс Арена. Для снижения стоимости производства сборка модели осуществляется в городе Кенитра в Марокко. По состоянию на июль 2022 года, уровень продаж достиг 23 000 автомобилей, из которых большинство — во Франции.
Квадрицикл назван в честь одноимённой модели автомобиля Citroën, выпускавшейся с 1961 по 1978 год.

## История

### Концепт Ami One (2019)
Прототип квадрицикла под названием Citroën Ami One был представлен в марте 2019 года на Женевском автосалоне. Модель получилась очень необычной: она обладает абсолютно идентичными передней и задней частями, а также одинаковыми пассажирской и водительской дверью (последняя из-за этого закреплена сзади и открывается назад, а не вперёд). Крыша модели сдвижная. Интерьер модели также необычный: над прямоугольным рулём, называемым Drive-Pod, находится отсек для смартфона, а справа от него — переключатель режима движения (вперёд, назад и нейтраль). На дверях ручки выполнены в виде петель из ПВХ.
- Концепт спереди
- Концепт сбоку и сзади

### Серийная модель (2020)
В феврале 2020 года было объявлено, что Ami пойдёт в серийное производство. Разработку серийной версии осуществляла «под ключ» французская инжиниринговая фирма «Capgemini Engineering» (до 2021 года называвшаяся «Altran»), для которой это был первый подобного рода проект. Сборка модели была налажена на заводе концерна «Groupe PSA» в Марокко, в городе Кенитра, что было сделано для снижения стоимости производства. Презентация квадрицикла прошла 27 февраля 2020 года в Пари-Ла-Дефанс Арена в Париже. Продажи Ami стартовали 11 мая 2020 года. Модель была разработана, в первую очередь, для каршеринга. Чтобы арендовать квадрицикл на 48 месяцев, необходимо внести первый взнос размером 2644 евро, после чего будет взиматься ежемесячная плата от 19,99 евро. Цена для розничной продажи составляет 6000 евро. Помимо покупки через автосалоны, Ami можно заказать онлайн, с доставкой на дом. Согласно французским законам, этим квадрициклом можно управлять с 14 лет без водительского удостоверения.
В мае 2021 года была представлена грузовая версия квадрицикла, названная Ami Cargo. Модель отличается от стандартной отсутствием пассажирского сиденья и наличие вместо него специального грузового отсека. Объём всех грузовых отсеков составляет 400 л. Грузоподъёмность Ami Cargo составляет 140 кг. В декабре 2021 года Citroën представил концепт-кар под названием My Ami Buggy. Модель лишена дверей и превращена в подобие спортивного багги. Передняя и задняя колеи концепта расширены, установлены иные колёса. На модель добавлены расширители колёсных арок и кенгурятник спереди, на фарах и задних фонарях установлены специальные защитные сетки. Под дверьми размещены зелёные сумки. В июне 2022 года было решено выпустить ограниченную серию из 50 машин на базе этого концепта. Квадрициклы этой серии получили название My Ami Buggy Ultra Special Limited Edition. Она несколько отличается от концепта: колея и колёса стандартные, нет защитных сеток на фарах и задних фонарях, съёмных сумок на дверях и кенгурятника. Вместо крыши установлен тент, вместо дверей — трубчатые перила. Ограниченная серия стала доступна для заказа 27 июня 2022 года и была раскуплена уже через 17 минут и 28 секунд. Квадрициклы были доставлены владельцам в августе 2022 года.
- Вид сзади
- Интерьер
- Citroën My Ami Buggy

#### Opel Rocks Electric и Fiat Topolino
В августе 2021 года немецкая компания «Opel» представила версию квадрицикла под своим брендом. Модель получила название Opel Rocks-e. Отличия от оригинала минимальные и заключаются лишь в иных колёсных дисках. Несмотря на такие изменения, цена модели сильно повысилась и составляет 7000 евро. В Германии Ami не продаётся, поэтому руководство концерна «Stellantis», куда входят в том числе «Citroën» и «Opel», приняло решение продавать модель под местным брендом. В отличие от Франции, в Германии этой модель можно управлять с 15 лет при наличии водительских прав категории AM. В апреле 2022 года была представлена грузовая версия модели, названная Rocks-e Cargo. В январе 2023 года на официальном сайте Opel в Германии автомобиль был переименован: теперь квадрицикл от Opel называется Rocks Electric.
В апреле 2022 года итальянская компания Fiat, также входящая в концерн Stellantis, объявила о «возрождении» своей модели Topolino (с итал. topolino — мышонок) в виде небольшого электромобиля (по планам компании, к 2027 году она должна отказаться от автомобилей с ДВС полностью). Уже тогда стало известно, что это будет вторая (после Opel) перелицованная версия Citroën Ami. Название новый Topolino получил от оригинального Fiat 500 Topolino, поставленного на конвейер в 1936 году и выпускавшегося до 1955 года. Первая фотография нового автомобиля была опубликована 31 мая 2023 года. На ней виден электромобиль спереди. Его передняя часть напоминает таковую у Fiat 500, который выпускался в 1957—1975 годах. Также его от Ami отличают иные колёсные арки, мягкие ограничительные канаты вместо дверей (это решение, скорее всего, скопировано с модели Fiat 500 Jolly) и сворачиваемая в рулон крыша. Сборка Topolino осуществляется также в Марокко, причём для выпуска новой версии квадрицикла его мощность была увеличена с 20 до 40 тысяч машин в год. Целевой аудиторией Topolino называются молодежь, се́мьи и жители мегаполиса, предпочитающие компактные и экологически чистые автомобили. Согласно предварительным неофициальным данным, техническая часть итальянского автомобиля осталась неизменной. 3 июня 2023 года было опубликовано бэкстейдж-видео, в котором электромобиль можно было увидеть с разных ракурсов.
- Opel Rocks-e
- Fiat Topolino

## Дизайн и конструкция
Серийная модель была сильно упрощена и удешевлена по сравнению с концептом, унаследовав от него симметрию передней и задней частей, а также одинаковые двери. В салоне, вместо футуристичных цветных кресел, установлены два обычных, причём водительское закреплено и его нельзя сдвинуть. Руль имеет традиционную круглую форму, а справа от него находится док-станция для смартфона. За сиденьями и перед пассажиром находятся места для багажа. В заднем правом крыле расположен разъём для зарядных устройств. Крыша модели панорамная.

### Технические характеристики
Являясь лёгким квадрициклом, модель имеет небольшие габариты: длина составляет 2410 мм, ширина — 1390 мм, а высота — 1520 мм. Масса модели составляет 485 кг. Согласно британскому изданию «Car», диаметр разворота составляет 7,2 м.
Citroën Ami комплектуется электродвигателем мощностью всего 6 кВт (8 л.с) и крутящим моментом 40 Н·м. Запас хода — 70 км, ёмкость литий-ионного аккумулятора составляет 5,5 кВч. Если использовать обычную розетку напряжением 220 вольт, то полностью зарядить квадрицикл можно за 3 часа.
- Электродвигатель
- Основная аккумуляторная батарея
- Вторая аккумуляторная батарея
- Приводной вал
- Предохранители

## Обзоры и оценки
Британское издание «Car» протестировало Ami в апреле 2021 года. Был оценён просторный салон с высокой посадкой, хороший обзор изнутри и хорошая управляемость. Единственный найденный минус — шум двигателя после достижения скорости 40 км/ч. Французское издание «Auto Plus» в январе 2022 года сделало обзор на грузовую версию Ami Cargo, обнаружив множество недостатков для работников сферы доставки: отсутствие блокировки дверей, салонного освещения и возможности быстрой зарядки квадрицикла, а также неудобные сидения. Тем не менее главным плюсом также была отмечена маневренность, позволяющая с комфортом ездить по городу.
Что касается оценок, то издание «Top Gear» дало квадрициклу оценку 9 из 10 баллов, а издание «Auto Express» — 3 из 5 баллов. От издания «Auto Express» квадрицикл получил в 2021 году награду «Technology Award».

## Отзывные кампании
В феврале 2021 года были отозваны все квадрициклы, выпущенные до этой даты. Причина отзыва — проблемы с герметизацией, возможными проблемами при открывании и закрывании дверей, надежностью сварки днища кузова, тормозной системой и датчиком ручного тормоза. «Citroën» официально назвал отзыв «кампанией по модернизации».

## Продажи
Во Франции Citroën Ami приобрёл высокую популярность: по данным концерна «Stellantis», в 2021 году было продано 5949 квадрициклов, что составляет 22,2 % от продаж всех квадрициклов во Франции Согласно статистике, 40 % покупателей Ami — это люди моложе 18 лет. К апрелю 2022 года было продано свыше 20 000 квадрициклов. К июлю 2022 года число заказов на Ami достигло 23 000, из них 13 000 во Франции (из которых 83% — частные лица, а 17% — юридические лица), 6700 — в Италии (статистика только за первые 4 месяца 2022 года; 94% заказов оформлены на частные лица), 2000 предварительных заказов в Великобритании (в продаже с июня 2022 года), 780 — в Испании, 724 в Бельгии, 641 в Турции (где Ami до июня 2022 года был доступен лишь для юридических лиц) и 476 в Португалии.